# اشترک حاجی نظر
اشترک حاجی نظریا اشترک  روستایی از توابع بخش مرکزی شهرستان زهک در استان سیستان و بلوچستان ایران است.

## جمعیت
این روستا در دهستان زهک قرار دارد و براساس سرشماری مرکز آمار ایران در سال ۱۳۸۵، جمعیت آن ۱۴۴۷نفر (۲۶۵خانوار) بوده‌است؛ که اکثر جمعیت آن را افراد طایفه اشترک تشکیل می‌دهند؛ که عده بسیاری به شهرستان زهک، زابل، زاهدان، گرگان، کلاله، علی‌آباد، دلند، بندرگز مهاجرت کرده‌اند این طایفه افراد تحصیل کرده و ورزشکاران بسیاری دارد.